# Riddle Gawne

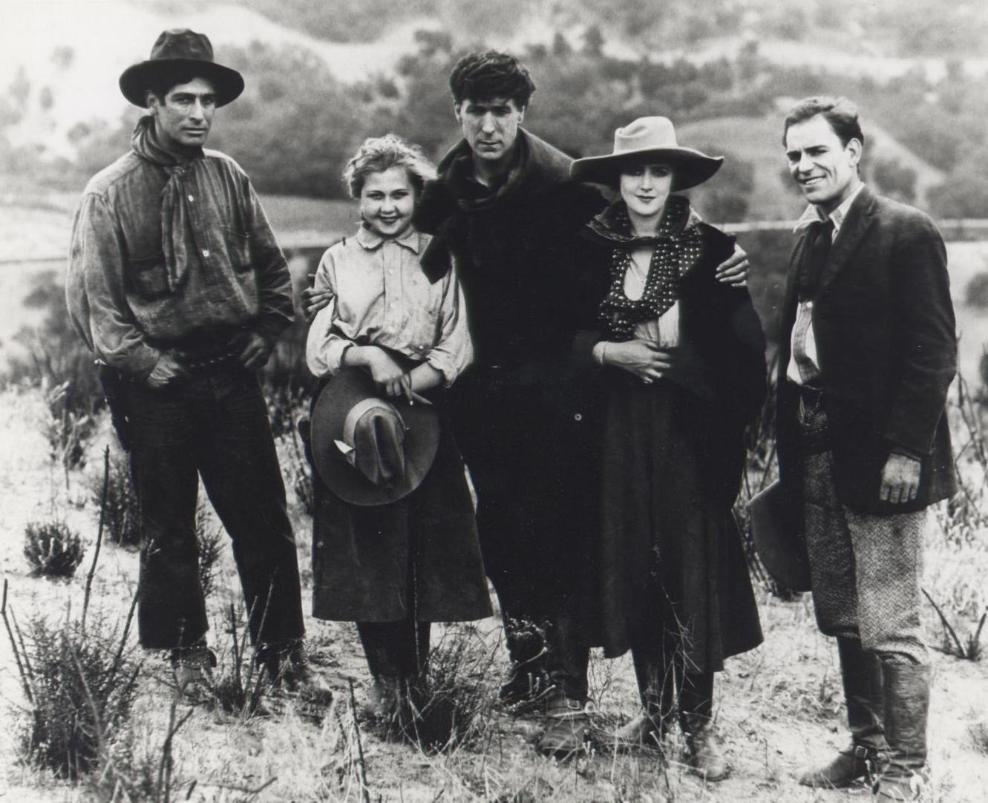
Fotografia publicitària de la pel·lícula. D'esquerre a dreta: George Field, Gertrude Short, William S. Hart, Katherine MacDonald i Lon Chaney.

Riddle Gawne és una pel·lícula muda dirigida per Lambert Hillyer i William S. Hart i protagonitzada pel propi Hart, Katherine MacDonald i Lon Chaney. Basada en la novel·la “The Vengeance of Jefferson Gawne” de Charles Alden Seltzer, es va estrenar el 19 d’agost de 1918. La producció de la pel·lícula costà 64.6660 dòlars obtenint uns ingressos de solament 70.511. Considerada durant molts anys una pel·lícula perduda és van localitzar la primera de les cinc bobines en l’arxiu cinematogràfic Gosfilmofond de Russia i actualment es guarden a la Biblioteca del Congrés dels Estats Units.

## Argument
Riddle Gawne és un home que busca venjar-se de l'home que va matar el seu germà Wesley i va fugir amb la seva cunyada, deixant la seva petita filla Jane Gawne sense casa. Abans de morir, aquest havia revelat el nom del seu assassí com "Watt Hyat". Fent-se càrrec de Jane, busca en va l'assassí durant molts anys i al final Riddle compra una ramat i s'instal·la en una zona controlada per uns lladres de bestiar liderats per Hame Bozzam, que en realitat és "Watt Hyat" sota un àlies. Kathleen Harkness, la filla del coronel Harkness, arriba a l’Oest sense saber que el seu pare és membre dels la companyia de bandolers. Bozzam ho aprofita per pressionar-lo perquè accepti que es casi amb ella.
Defensant el seu honor, Riddle dispara dos dels sequaços de Bozzam. Hame dispara en Riddle, però aquest sobreviu i Blanche Dillon el cuida fins que aconsegueix recuperar-se. Aleshores, Riddle decideix netejar la ciutat. Acaba amb al peó de Hame Bozzam, el xèrif Reb Butler, i després condueix un grup de vaquers al refugi del proscrit i el cremen. Mentrestant Bozzam segresta Kathleen després de ferir mortalment el seu pare. Riddle, en solitari, persegueix l'home que fuig i la seva colla. Després de la persecució, Riddle lluita i mata "Nigger" Paisley, un dels sequaços. Durant la baralla, però, Riddle es trenca la cama. Amenaçant l'ara ferit Riddle, Bozzam revela la seva identitat real, l'home que va matar el seu germà. En sentir això, Gawne aconsegueix posar-se dempeus i és capaç de llançar Bozzam per un penya-segat fent que mori. Gawne es recupera amb l’ajut de Kathleen i aconsegueix la seva mà.

## Repartiment
- William S. Hart (Jefferson "Riddle" Gawne)
- Katherine MacDonald (Kathleen Harkness)
- Lon Chaney (Hame Bozzam/ Watt Hyat)
- Gretchen Lederer (Blanche Dillon)
- Gertrude Short (Jane Gawne)
- Edwin B. Tilton (coronel Harkness)
- Milton Ross (Reb Butler)
- George Field ("Nigger" Paisley)
- Leon Kent (Jess Cass)